# Siklós
Siklós là một thành phố thuộc hạt Baranya, Hungary. Thành phố này có diện tích 50,92 km², dân số năm 2010 là 9829 người, mật độ 193 người/km².